# Kuraoli
Kuraoli (hindi कुरावली) – miasto w północnych Indiach w stanie Uttar Pradesh, na Nizinie Hindustańskiej.
Populacja miasta w 2001 roku wynosiła 20 680 mieszkańców.